# Jules Beau
Pour les articles homonymes, voir Beau (homonymie).
Joseph Jules Beau, né le 20 avril 1864 à Paris et mort dans la même ville le 5 avril 1932, est un photographe français et l'un des premiers reporters sportifs.

## Biographie
Joseph Jules Beau naît le 20 avril 1864 à Paris dans le 6e arrondissement de Paris.
Il ouvre son premier studio à Paris au 19, avenue des Ternes, associé au photographe Marc Henri Fontès qui possède déjà un autre studio avenue de Clichy. Puis les deux partenaires ouvrent en 1890 un nouveau studio au 51, rue de Passy, succursale acquise par Beau en 1891 et qu'il baptise « Photographie de Passy ».
De 1894 à 1913, il va produire une œuvre d'une diversité et d'une modernité étonnantes. Attiré par le sport, il se spécialise dans ce domaine et réalise de nombreux portraits de sportifs toutes catégories, avec une prédilection pour le cyclisme et la compétition automobile. Dans son  livre Visions du sport, publié en 1989, l'historien et photographe Jean-Claude Gautrand, qui y publie huit photographies de Jules Beau, estime que celui-ci peut être considéré comme « le premier reporter sportif de l'histoire », . Thomas Cazentre le considère comme le premier reporter sportif et photographe incroyable de la « petite reine ».
Il collabore dès 1895 à la revue La Bicyclette et à partir de 1898 illustre l'activité sportive dans La Vie au grand air. Il travaille un temps comme archiviste au Touring club de France.
Il cesse toute activité après 1913. Il meurt le 5 avril 1932 dans le 16e arrondissement de Paris

## Œuvres

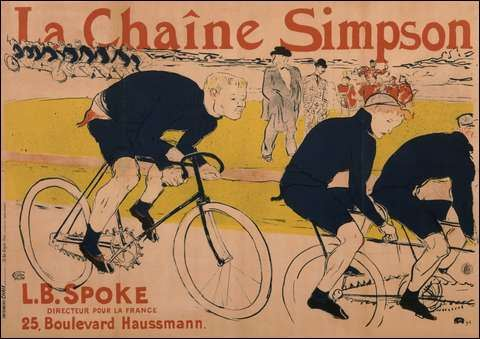
Affiche de Toulouse-Lautrec

Jules Beau a laissé trente-six albums couvrant les années 1894-1913, contenant ses tirages positifs ; ils sont conservés à la BnF et mis en ligne sur Gallica. Ils comprennent des reportages sur les grandes rencontres sportives et de très nombreux portraits de vedettes du sport, dans toutes les disciplines (cyclisme, automobile, course à pied, football, rugby, boxe, natation, athlétisme, équitation...)
Henri de Toulouse-Lautrec s'est inspiré de photographies de cyclistes par Jules Beau pour son affiche publicitaire La Chaîne Simpson (en).

Photographies de la collection Jules Beau, Paris, Bibliothèque nationale de France.
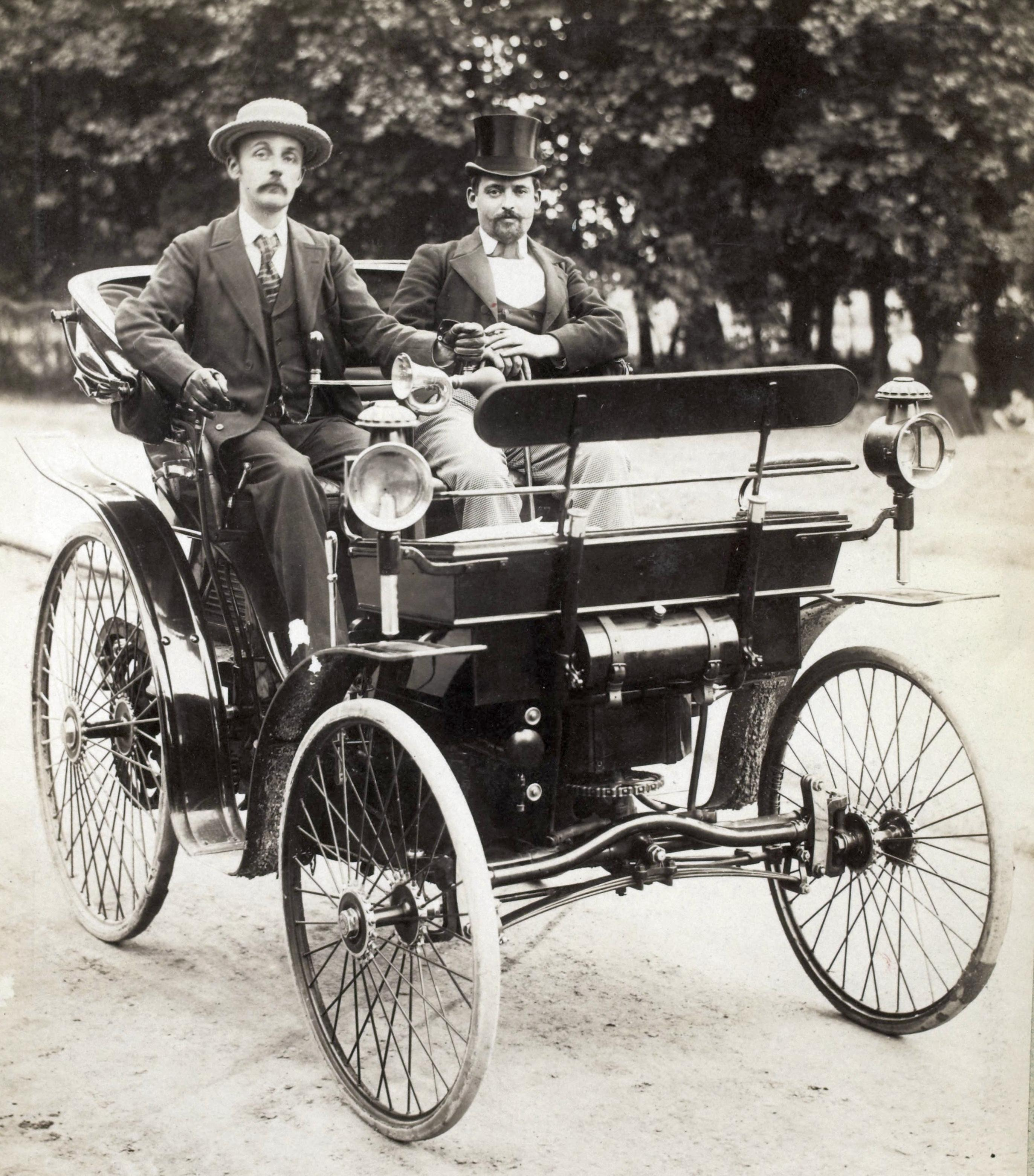
Ernest Archdeacon en 1894 sur Peugeot type 3.
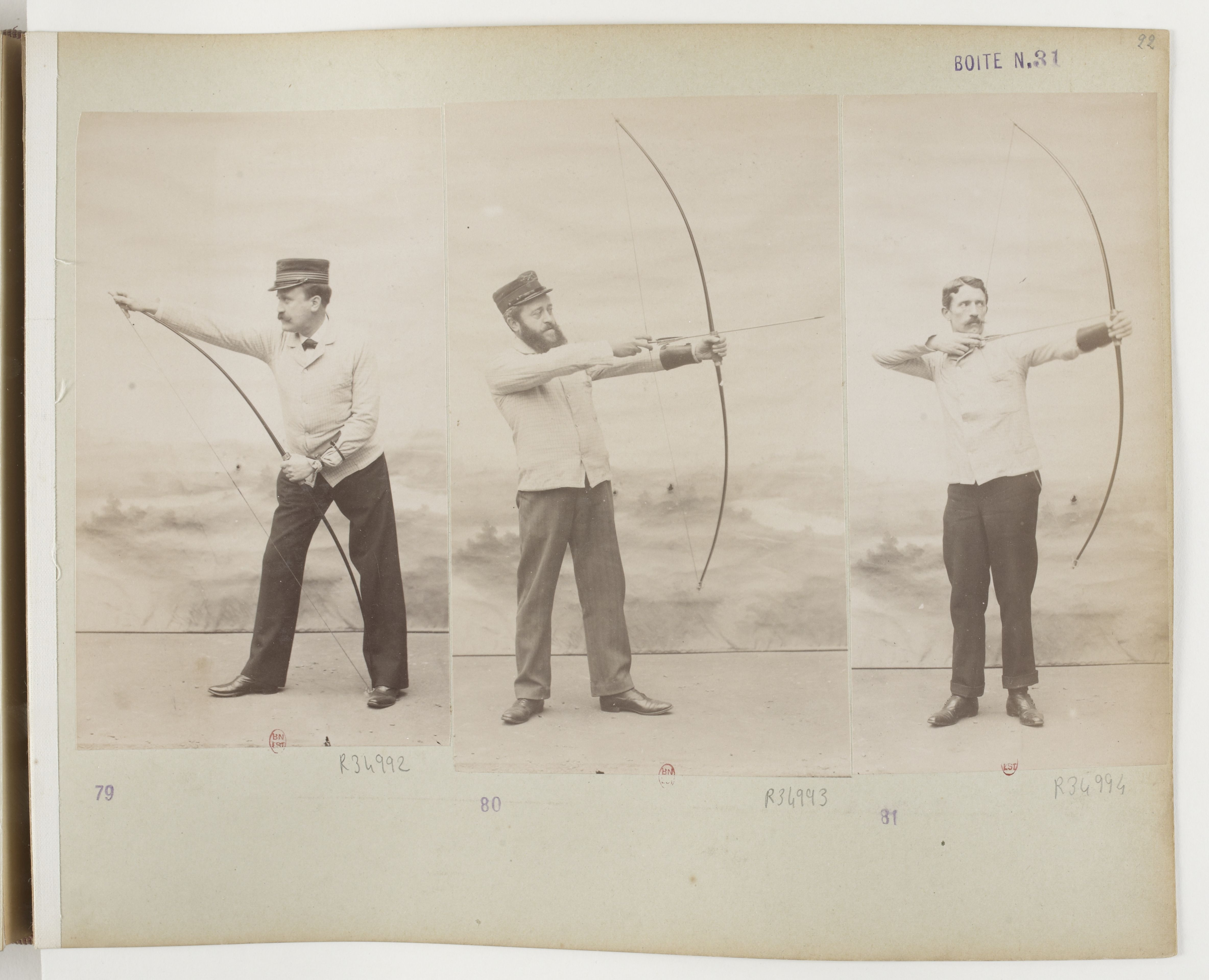
Compagnie d'Arc de Saint-Pierre de Montmartre (1898-1899)
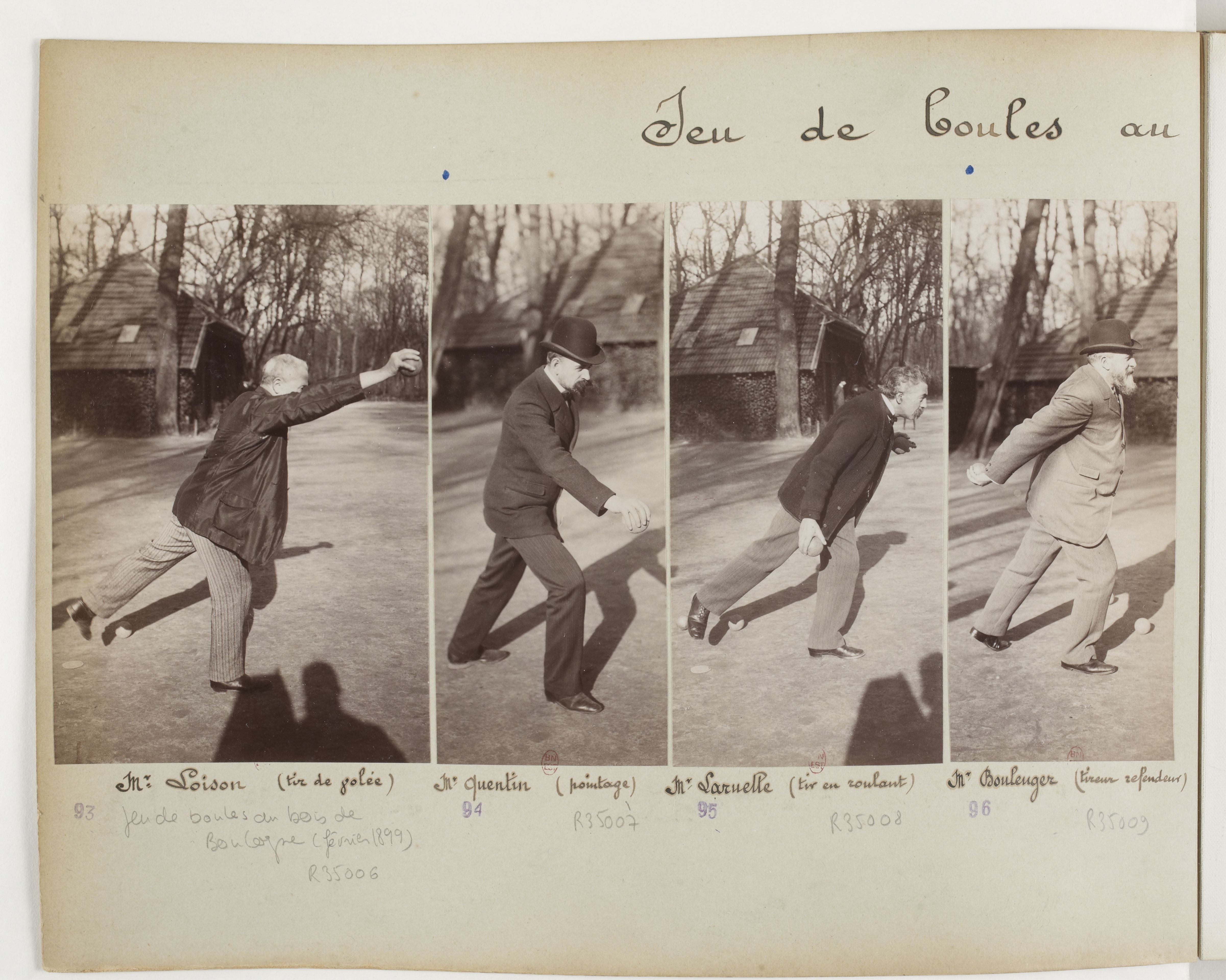
Jeu de boules au bois de Boulogne, février 1899.
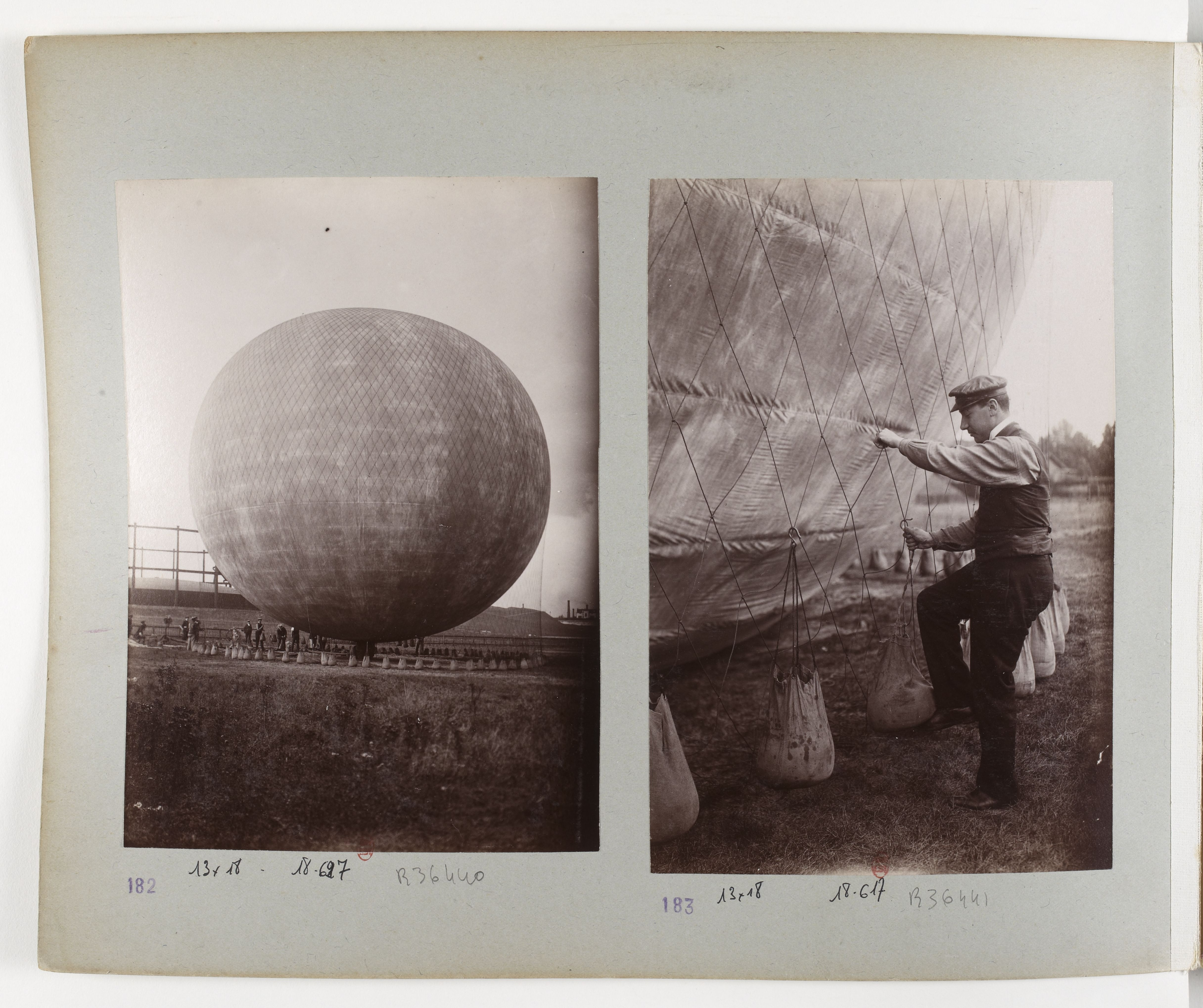
Ascensions, ballon Eros, usine à gaz du Landy, 14 septembre 1901.
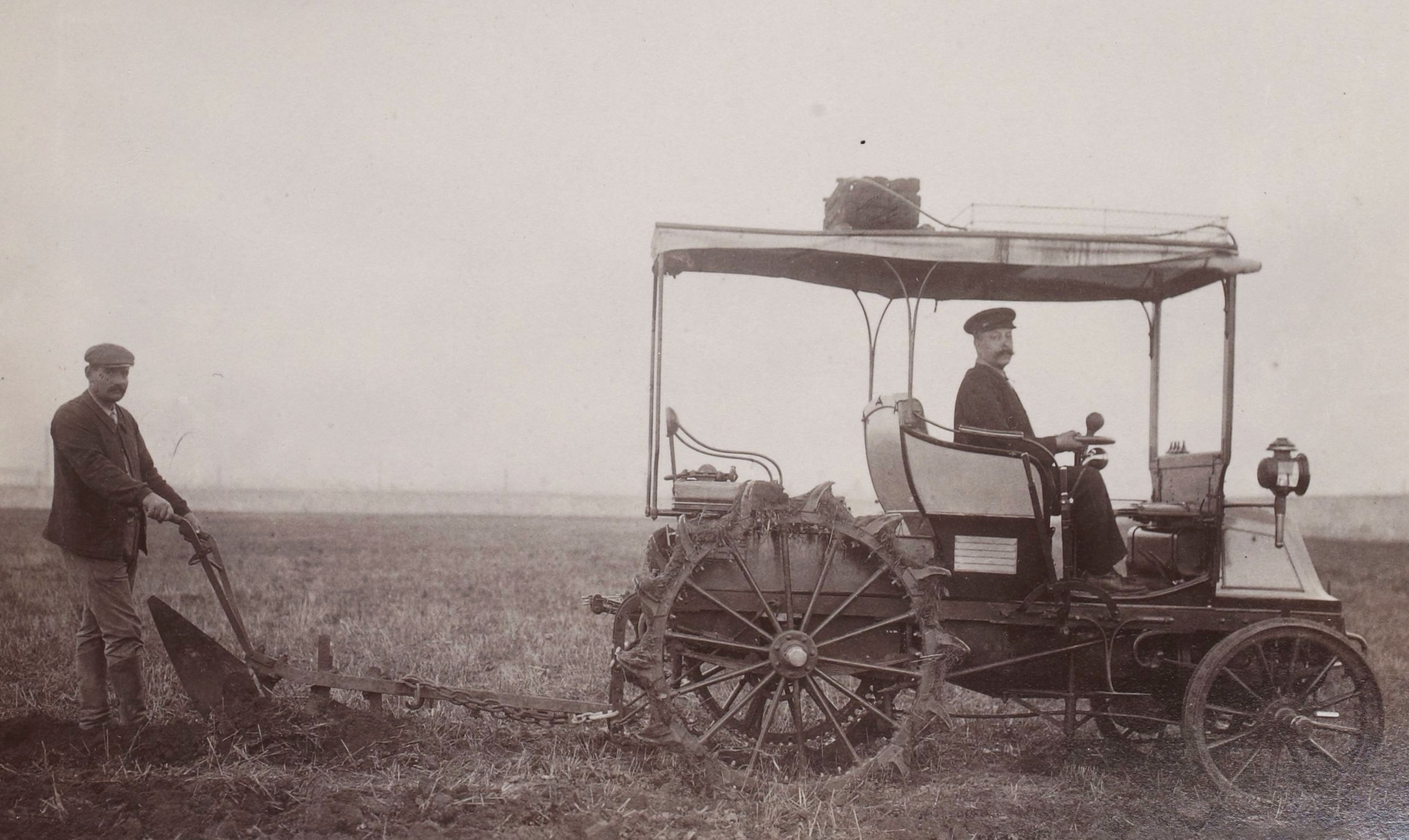
Charrue automobile en 1901.
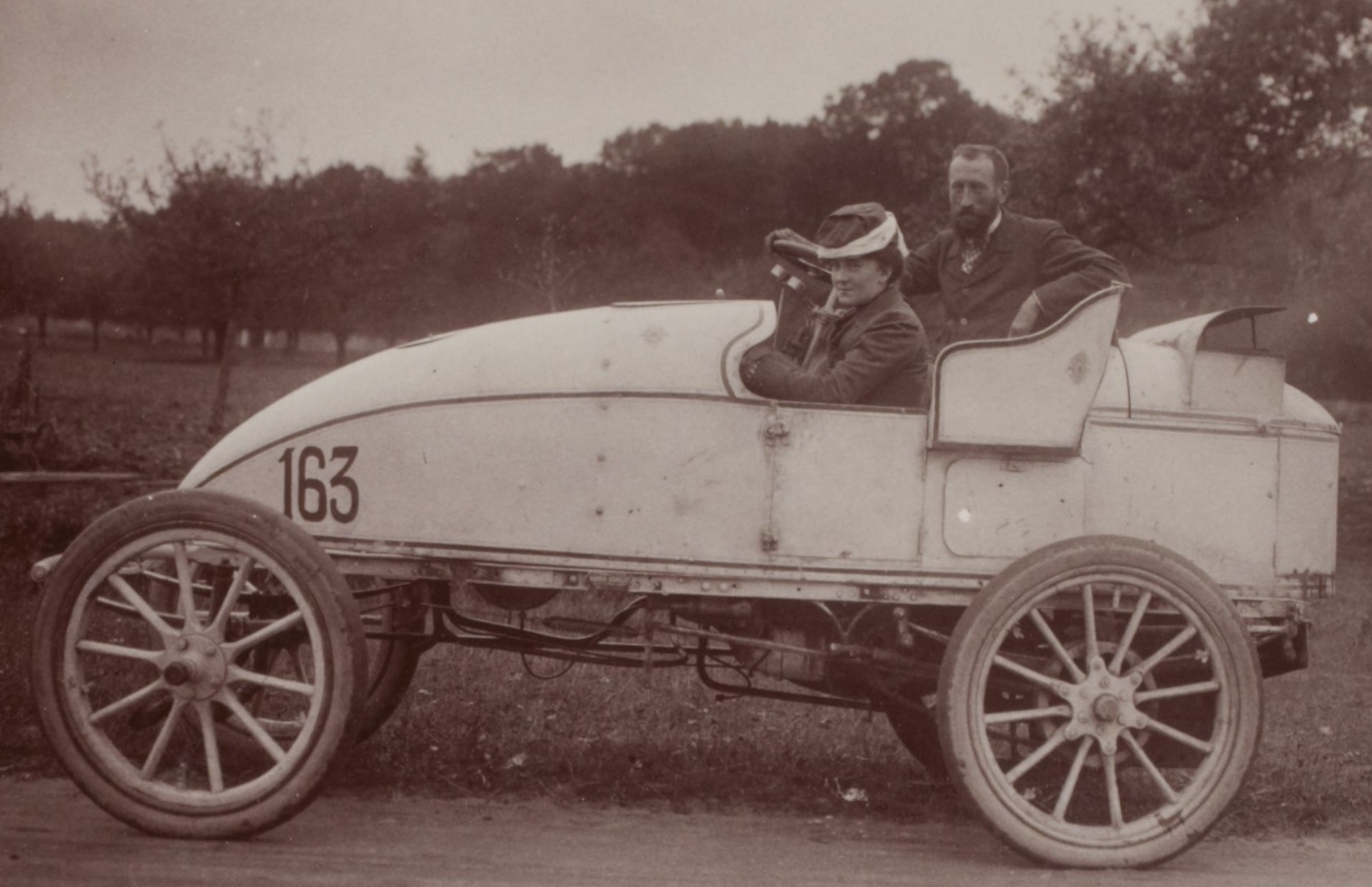
Hubert Le Blon vainqueur de la côte de Gaillon sur Gardner-Serpollet steam en 1902.
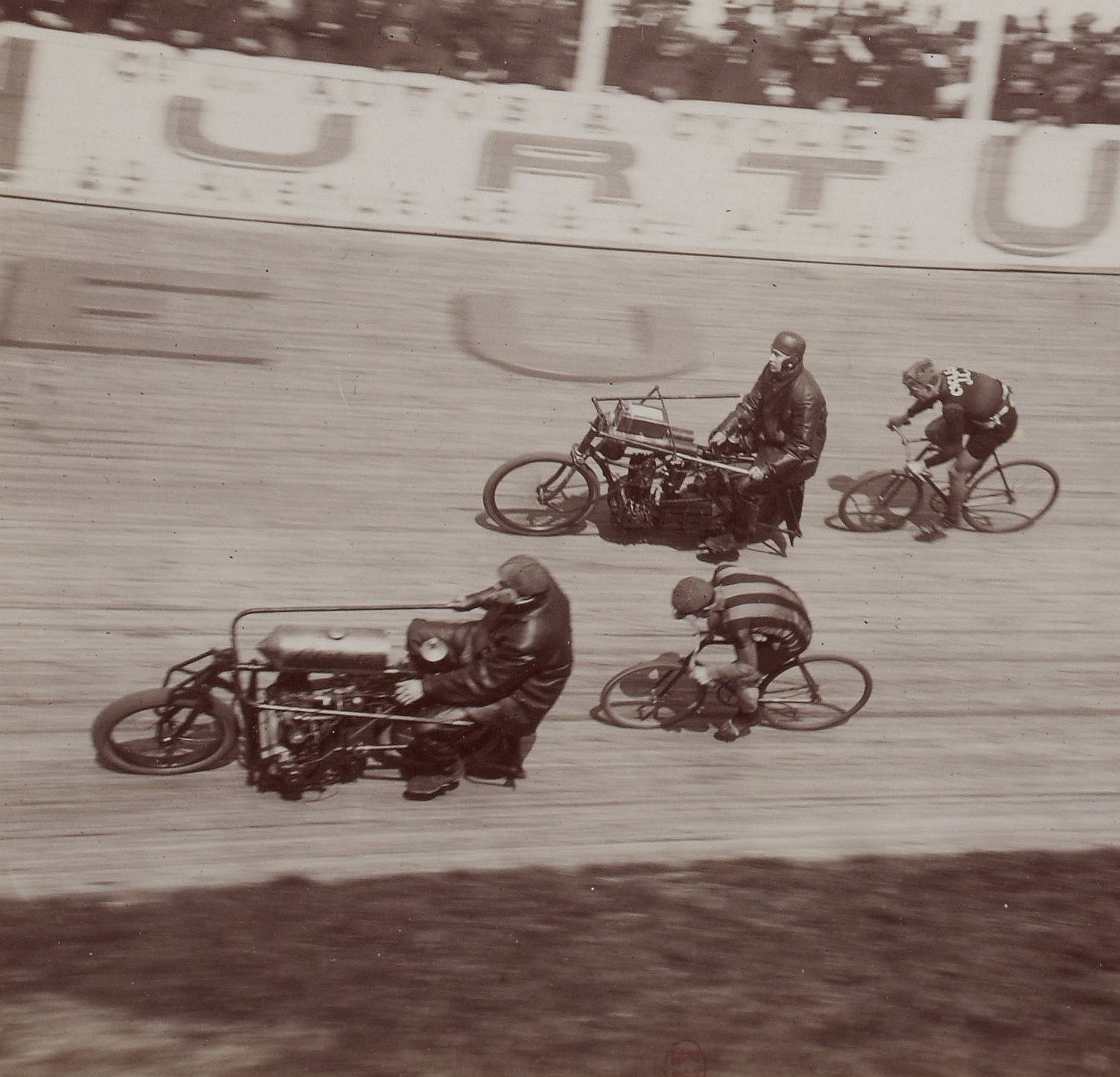
Course Scratch, vélodrome Buffalo, 10 avril 1904.
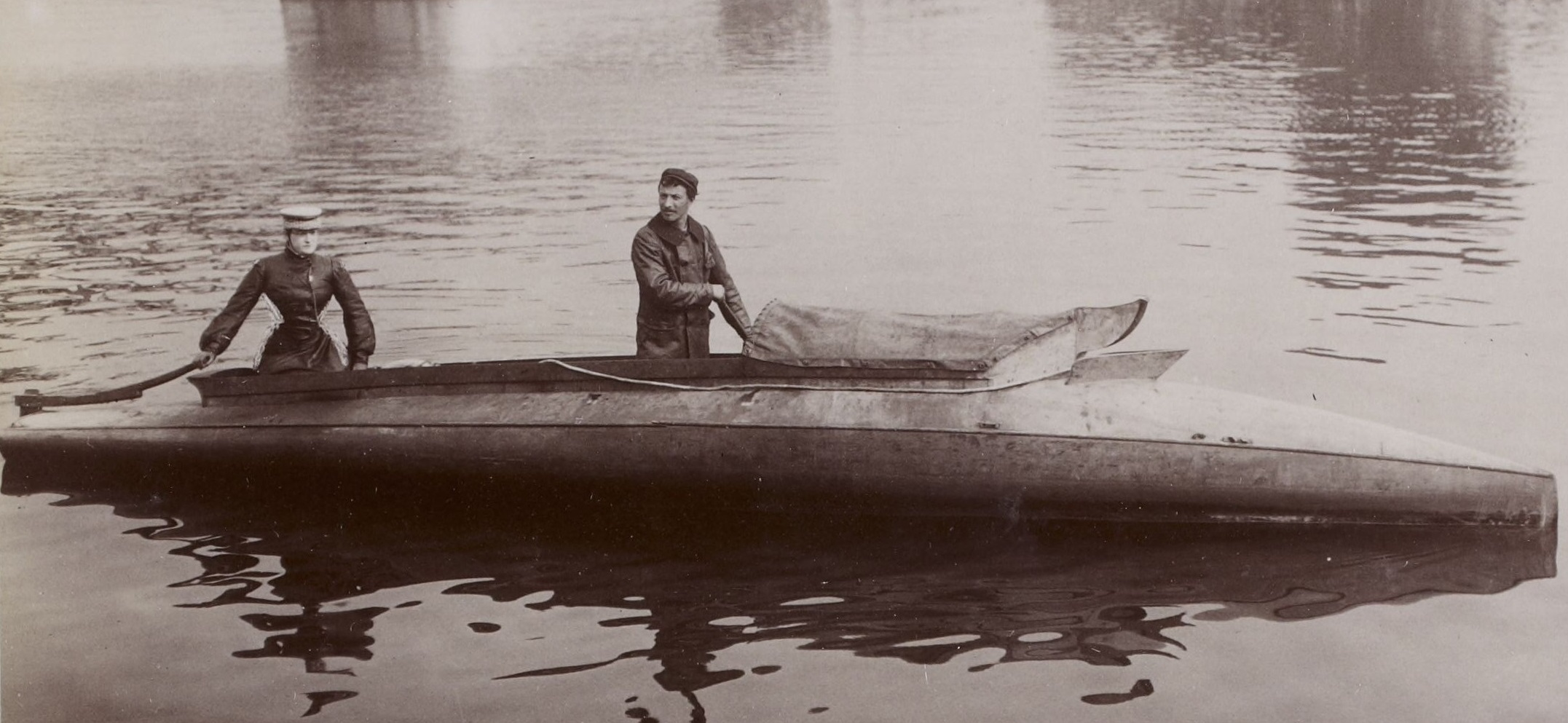
Camille du Gast barreur du Marsouin à moteur Darracq de M. Caillois (les canots automobiles à Juvisy 1904).
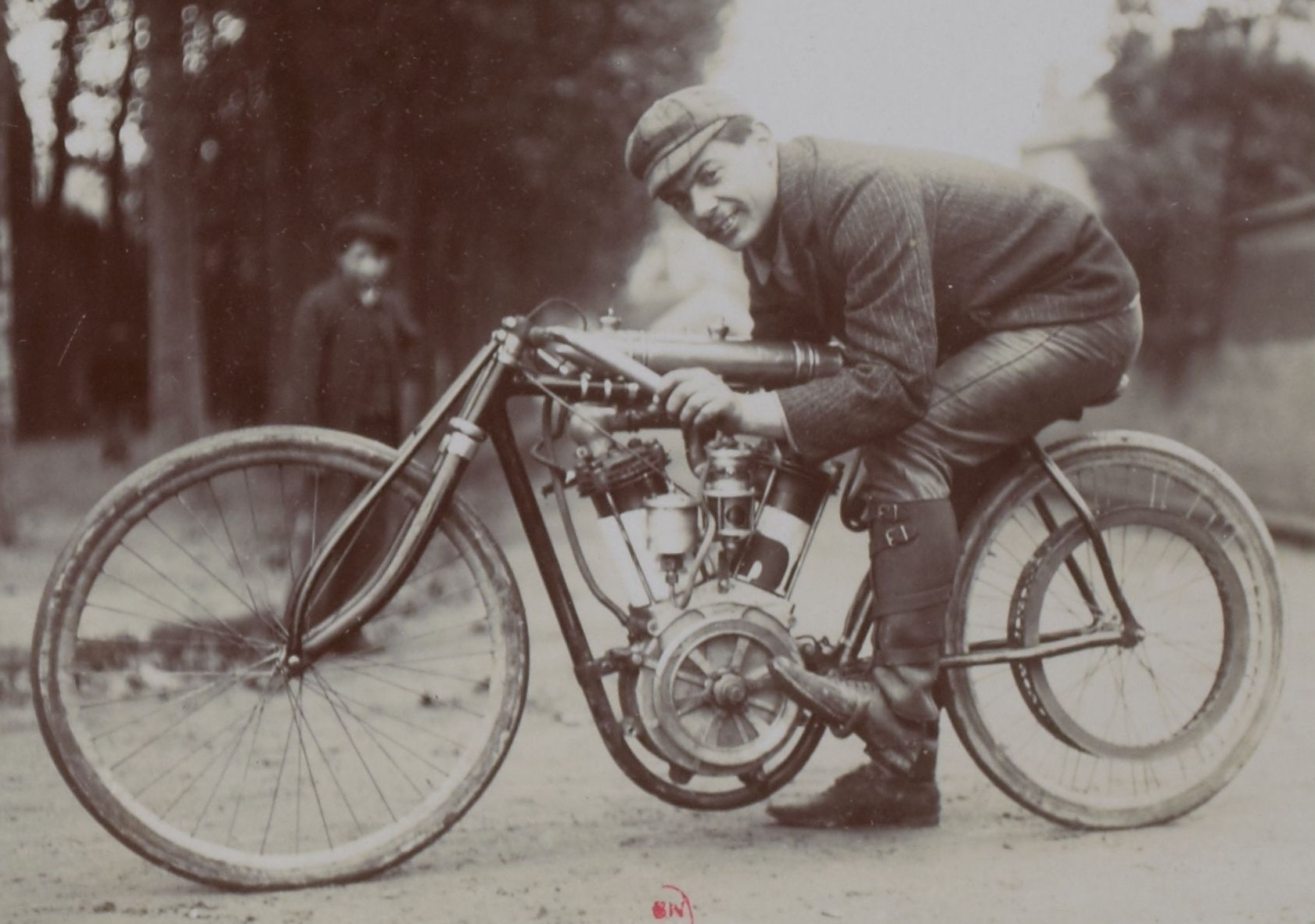
Giosuè Giuppone, ici au kilomètre de Dourdan en octobre 1906, sur Peugeot II V2 à pneus Le Lion.
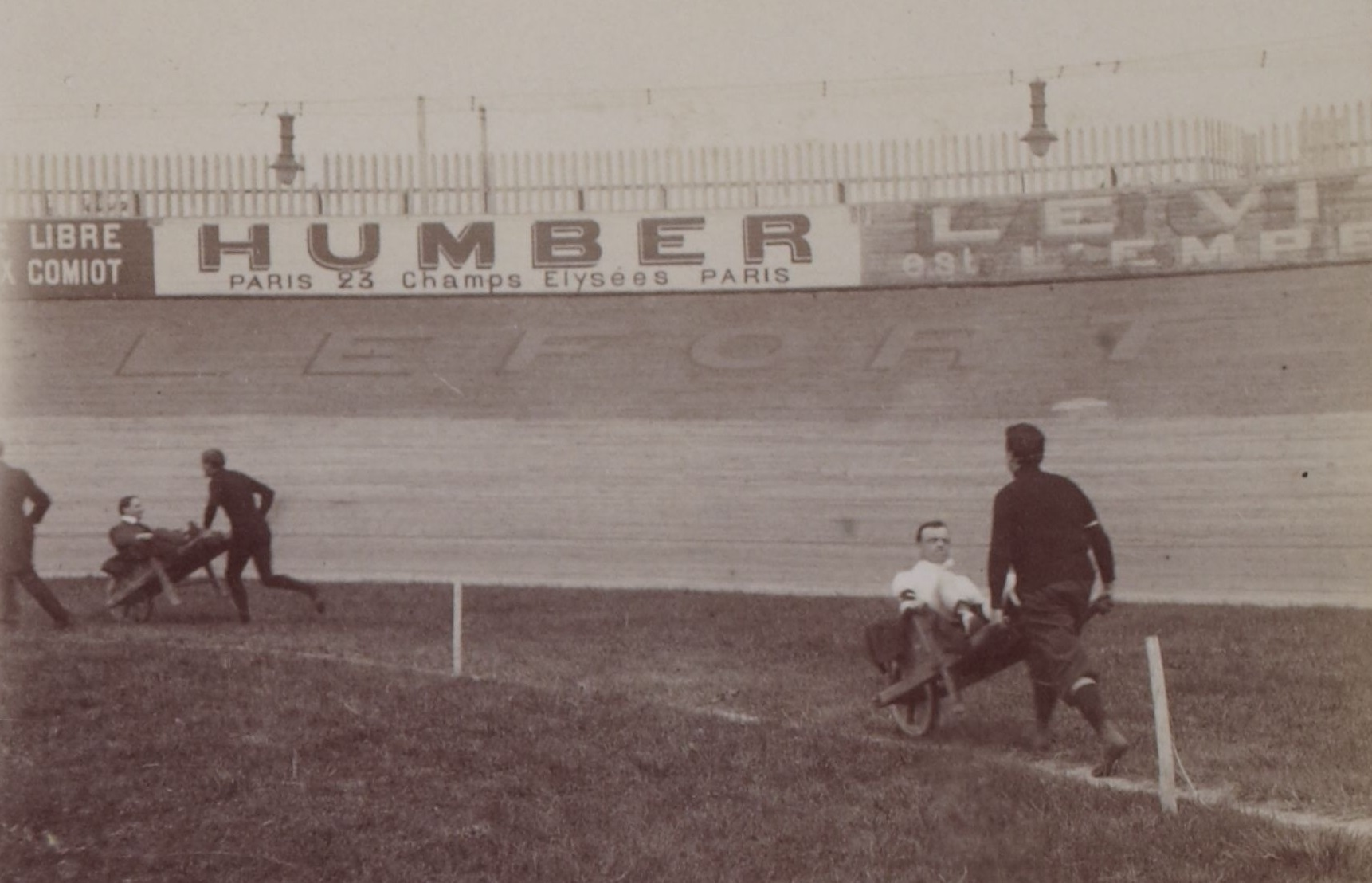
Course de brouettes des artistes de Paris, à Buffalo en 1906.
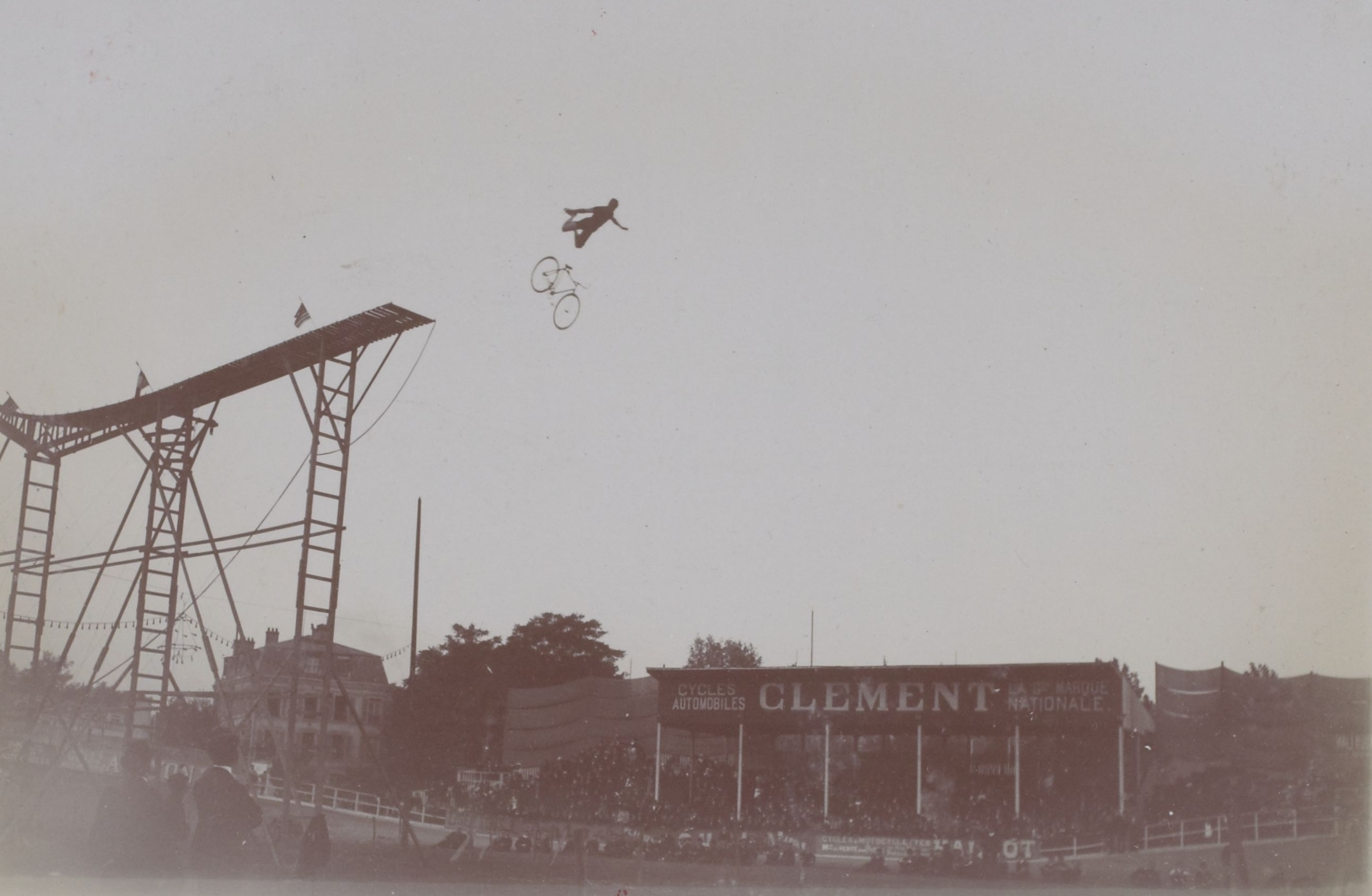
Dare-Devil Schreyer (en), vélodrome Buffalo, 23 septembre 1906.
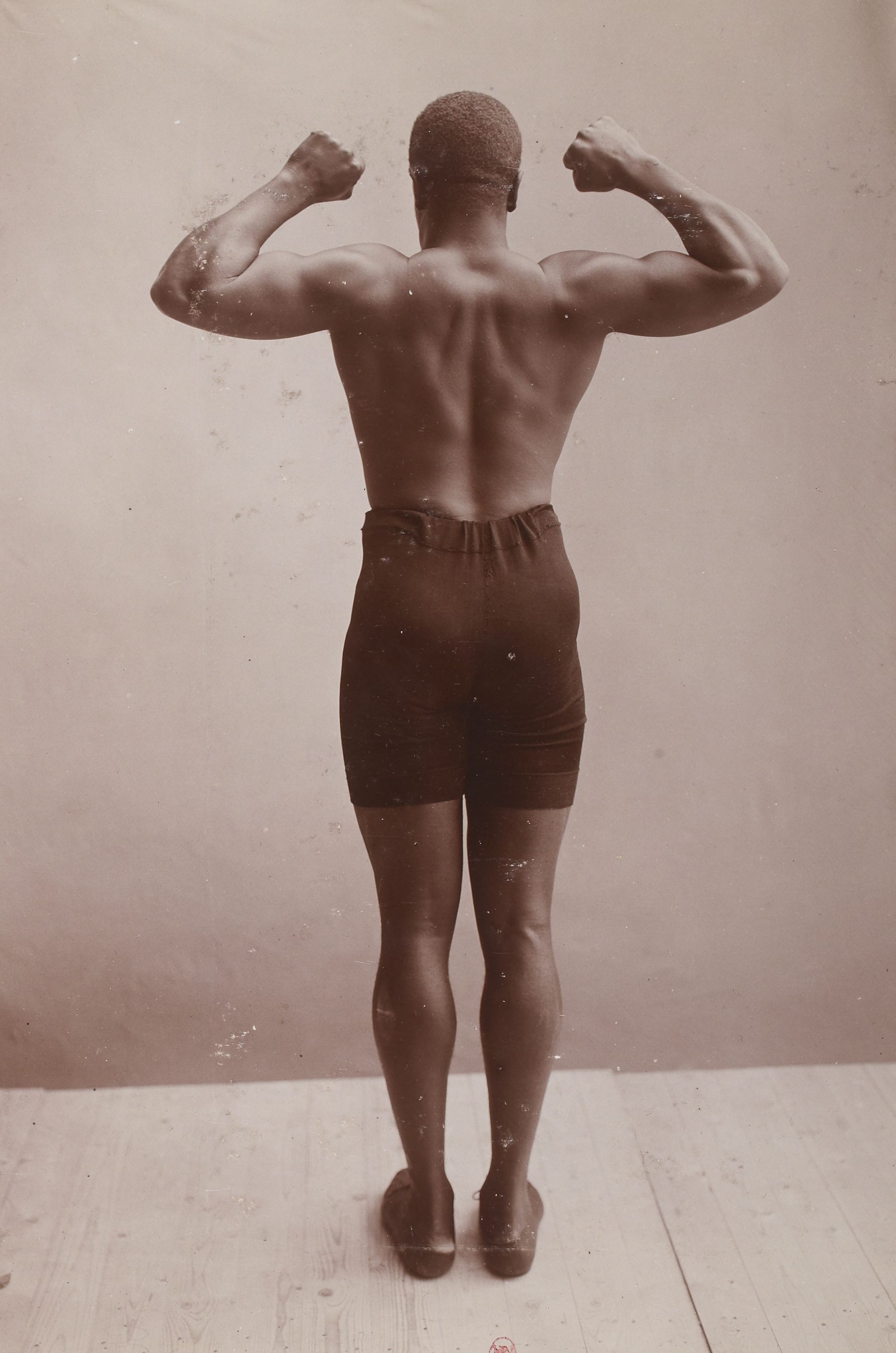
Major Taylor (1906-1907).
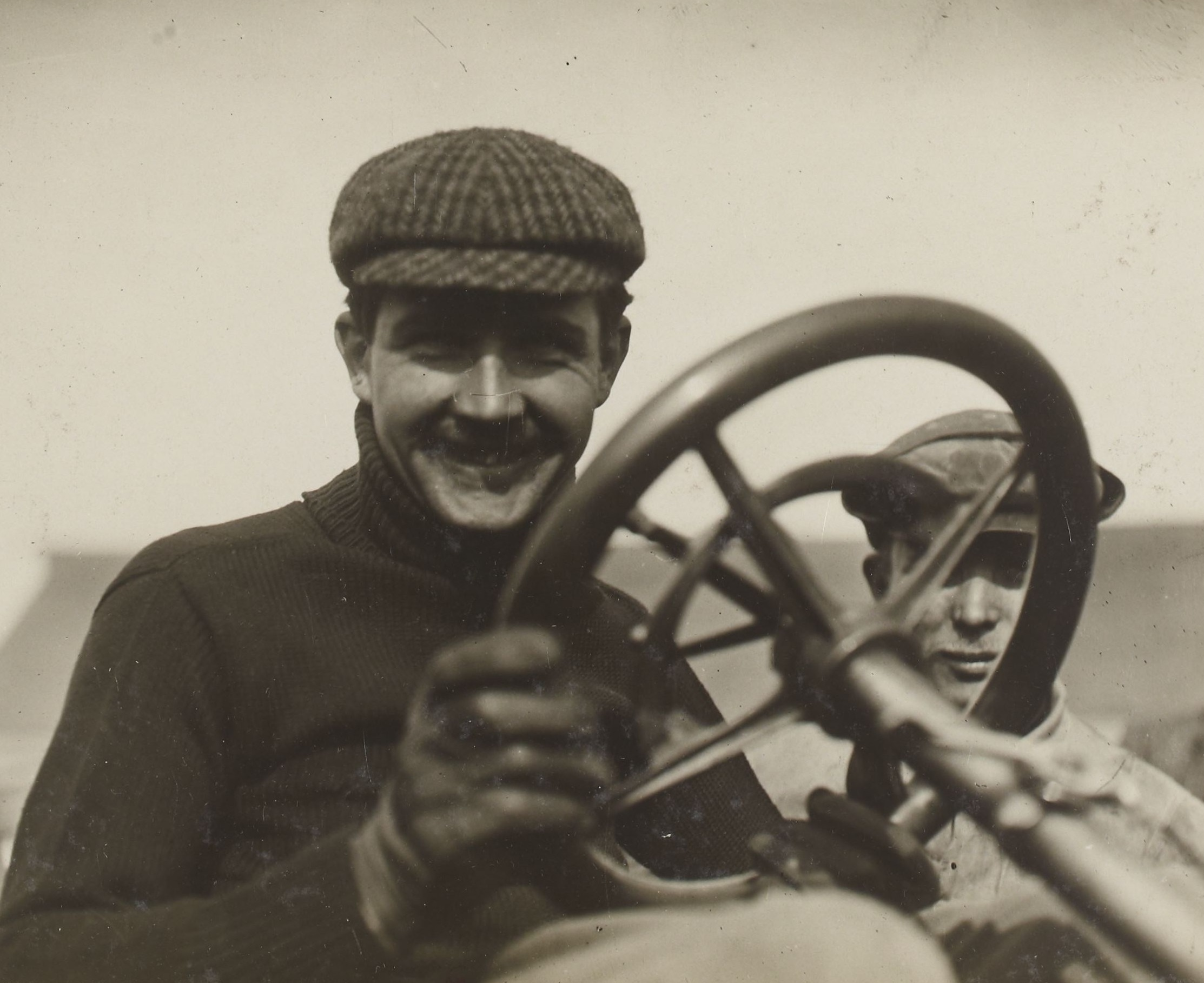
Felice Nazzaro en 1907.